# El millor encara ha de venir
El millor encara ha de venir o El millor està per vindre (originalment en francès, Le meilleur reste à venir) és una pel·lícula de comèdia dramàtica francesa del 2019 escrita i dirigida per Matthieu Delaporte i Alexandre de La Patellière. El 24 d'abril de 2022 es va estrenar la versió doblada en català oriental a TV3 sota el nom d'El millor encara ha de venir, mentre que À Punt va emetre-la per primer cop la versió en valencià el 28 d'agost de 2022 sota el títol d'El millor està per vindre.

## Sinopsi
L'Arthur i en César són dos amics de la infància, molt propers malgrat tenir personalitats molt diferents. L'un és bastant bon estudiant, casolà i feliç, malgrat el divorci; l'altre porta una vida desarticulada, però es manté positiu. Després d'un accident, en César utilitza la cobertura de la seguretat social de l'Arthur perquè en Cèsar no en té. L'Arthur descobreix, mentre llegeix els informes mèdics, que al seu amic només li queden uns mesos de vida. L'Arthur es prepara per dir-li-ho, però en Cèsar continua convençut que és l'Artur qui està malalt. Tot i els greus problemes econòmics, en César conduirà aleshores el seu amic en aventures boges per gaudir de la resta de la seva vida.

## Repartiment
- Fabrice Luchini: Arthur Dreyfus
- Patrick Bruel: César Montesiho
- Zineb Triki: Randa Ameziane
- Pascale Arbillot: Virginie, l'exdona de l'Arthur
- Marie Narbonne: Julie, filla de l'Arthur i la Virginie
- Jean-Marie Winling: Bernard Montesiho, pare d'en César
- André Marcon: el capellà
- Thierry Godard: Dr. Cerceau
- Martina Garcia: Lucia
- Sébastien Pierre: senyor Lansky
- Philippe Résimont: Codaven, el director del laboratori
- Rajat Kapoor: Dr. Aman Kapoor
- Marie-Julie Baup: la dona amb el cigarret
- Lilou Fogli: l'empleat al taulell d'emergències

## Rebuda

### Crítica
El web AlloCiné ofereix una valoració mitjana de 2,9 sobre 5 de 24 crítiques i una mitjana de 3,7 sobre 5 del públic.

### Taquilla
A França, va comptar amb 927.601 espectadors a la sala de cinemes des del 28 de gener de 2020 durant les vuit setmanes d'emissió. A tot el món, va recaptar 7.123.834 de dòlars.